# Henry Parkes
Pour les articles homonymes, voir Parkes.
 (avril 2009).
Si vous disposez d'ouvrages ou d'articles de référence ou si vous connaissez des sites web de qualité traitant du thème abordé ici, merci de compléter l'article en donnant les références utiles à sa vérifiabilité et en les liant à la section « Notes et références ».
Henry Parkes (27 mai 1815 – 27 avril 1896) est un homme politique australien  qui fut surnommé le « père de la fédération » (the Father of Federation) pour le rôle primordial qu'il joua dans la création de la fédération australienne. 
Il fut le  premier partisan de la création d'un Conseil fédéral australien, un précurseur de la Fédération australienne à l'époque où celle-ci n'était qu'une colonie britannique et il est généralement considéré comme le plus éminent des fondateurs du pays. 
Parkes a été décrit au cours de sa vie par le Times comme « le dirigeant le plus figuratif de la politique australienne ». Alfred Deakin l'a décrit ainsi :
 « bien que ni riche ni polyvalente, sa personnalité était de grande envergure, solide et imposante, reposant sur des qualités élémentaires de la nature humaine transcendées par un esprit puissant. Il était coulé dans le moule d'un grand homme et même s'il a souffert de nombreuses mesquineries, rancunes et carences, il était un Titan autodicdate au cerveau brillant qui a trouvé au Parlement son champ de bataille et dont les ressources de caractère et l'intelligence lui ont permis lors de ses dernières années d'éclipser tous ses contemporains. »
Parkes était grand, robuste, à la personnalité imposante. C'était un orateur qui évitait les envols de la rhétorique et parlait comme un homme des champs à des hommes des champs, avec beaucoup d'efficacité, en dépit de quelques difficultés à contrôler ses pensées. Il n'était pas allé à l'école longtemps mais il avait lu beaucoup. On a dit de lui qu'il avait des manières rustres et qu'il avait trop conscience de sa supériorité, mais le fait d'avoir été bien reçu par Carlyles et Tennyson donne à penser qu'il ne manquait pas de charme. Il s'est intéressé aux débuts littéraires des premiers écrivains australiens hommes et fut l'ami de deux d'entre eux: Charles Harpur et Henry Kendall. Il était mauvais gestionnaire de ses affaires, il dépensait tout ce qu'il avait et il est mort sans le sou.
Pourtant, il savait évidemment être bon gestionnaire quand il le voulait, car il a su s'entourer de ministres des finances compétents dans ses gouvernements et qui ont su gérer les finances de l'état. Il était vaniteux et capricieux et a souvent démissionné de son siège parlementaire simplement pour se faire réélire peu après. Il n'était pas socialiste mais il était partisan des droits d'expression du peuple et pendant la plus grande partie de sa vie parlementaire a été un grand défenseur de leur cause. Dans ses dernières années, cependant, il semble avoir été entraîné par la forte opposition conservatrice qu'il a rencontré et il a pratiqué une législation sociale moins avancée que celle à laquelle on aurait pu s'attendre. Très tôt, il reconnut la nécessité d'une fédération et, quand il a vu que cette création allait vraiment devenir possible il s'est battu vigoureusement pour elle, alors que de nombreux dirigeants politiques en Nouvelle-Galles du Sud avaient peur de franchir le pas. Son caractère indomptable qui a fait d'un ouvrier agricole le premier ministre de la colonie et son intuition de la nécessité d'une fédération australienne, lui ont permis de rentrer par la grand porte dans l'histoire de son pays.

## Enfance
Parkes est né à Canley, dans le Warwickshire, en Angleterre. Son père, Thomas Parkes, était un petit fermier. On connaît peu de choses sur sa mère, mais quand elle mourut en 1842, Parkes dit que pour lui une partie de la beauté de la Terre s'en était allé à tout jamais. Il alla peu à l'école et, dès son jeune âge, il travailla dans une fabrique de cordages pour "quatre pennies par jour". Il travailla ensuite dans une briqueterie, puis chez un fabricant d'objets en os et ivoire, John Holding à Birmingham et c'est probablement en 1832 qu'il rejoignit la "Birmingham political union". Entre 1832 et 1838, il participa aux mouvements syndicaux pour l'amélioration des conditions des classes laborieuses. 
Il continua à s'instruire en lisant beaucoup, notamment les poètes anglais et, en 1835, il envoya quelques vers à Clarinda Varney, la fille d'un majordome qu'il épousa le 11 juillet 1836. Parkes commença alors à travailler pour son propre compte à Birmingham et eut beaucoup de peine pour faire marcher son affaire.

## Émigration en Australie
Après la mort de deux de ses enfants en bas âge, incapable de trouver du travail à Londres, la famille Parkes décida d'émigrer en Nouvelle-Galles du Sud et embarqua sur le "Strathfieldsaye" pour arriver à Sydney le 25 juillet 1839. Il eut un nouveau fils deux jours avant de débarquer. Il chercha du travail en vain sur Sydney et dut vendre les quelques biens apportés avec lui pour survivre. Il fut finalement embauché comme ouvrier agricole par Sir John Jamison près de Penrith, pour £25 par an et une ration et demi de nourriture (faite surtout de riz, de farine et de sucre et quelquefois de viande immangeable). Au bout de six mois, il revint à Sydney où il trouva d'abord un travail mal payé chez un quincailler puis dans une usine de cuivre.
Environ un an après son arrivée, Parkes fut embauché comme employé au Service des douanes de Sydney. Il avait été recommandé pour ce poste par Sir John Jamison dont la plus vieille fille avait épousé le fils du chef des douanes de Nouvelle-Galles du Sud, le Colonel John Gibbes. La situation financière de la famille s'améliora bien qu'elle eût de lourdes dettes à rembourser. Après un désaccord avec le Colonel Gibbes, il quitta son poste d'employé des douanes mais en restant en bons termes avec son employeur. Parkes avait réussi à se faire dans l'intervalle quelques solides amis et quand il publia son premier livre de poèmes en 1842, de nombreuses personnes l'achetèrent dans la haute société (notamment le Colonel Gibbes, à qui le livre était dédié). C'est vers cette époque qu'il rencontra Charles Harpur et William Duncan, les éditeurs du "Weekly Register" et dont Parkes dit qu'ils furent ses maîtres à penser.
Parkes commença alors à travailler pour son compte en 1844, d'abord comme fabricant d'objets en os et en ivoire dans "Kent Street" à Sydney. Il ouvrit ensuite un magasin de meubles et jouets dans "Hunter Street". À cette époque, il devint propriétaire de plusieurs journaux notamment "The People's Advocate", "New South Wales Vindicator" et "The Empire" mais il ne sut pas gérer correctement ses affaires et fit banqueroute après avoir accumulé 48 500£ de dettes. Il avait dans l'intervalle publié un certain nombre de ses œuvres dans les journaux qu'il avait possédé.

## Militant politique
Parkes commença à s'intéresser aux problèmes politiques de la colonie et au problème-clef de l'époque: l'arrêt de l'envoi de bagnards en Australie ("transportation"). L'autonomie du gouvernement était aussi une question importante, la première étape ayant été franchie en 1843 quand le nouveau Sénat fut formé pour parti de membres élus et quand les pouvoirs du gouverneur furent réduits. Un autre problème était celui des lois sur la propriété des terres qui était un point d'affrontement depuis de nombreuses années. Parkes commença à développer ses idées dans "the Atlas" et "the People's Advocate", mais ce n'est pas avant 1848 qu'il commença à parler en public. C'est cette année-là que Robert Lowe, 1er vicomte de Sherbrooke, fut candidat au poste de Sénateur en tant que champion de la cause "anti-transportation". Parkes devint membre de son comité de soutien, puis devint un de ses adjoints et fut à l'origine du texte qui permit à Lowe d'être élu. Ceci fut le point de départ de la carrière politique de Parkes.
En 1849, Parkes fut un meneur actif pour faire diminuer les garanties financières pour pouvoir voter et il fit même la demande du suffrage universel qui ne put être obtenu avant plusieurs années. L'arrivée de bagnards à bord du Hashemy le 8 juin 1849 à Sydney provoqua, malgré le temps pourri de ce jour-là, une gigantesque manifestation sur le quai circulaire et cela se répéta jusqu'à l'abandon de l'envoi de bagnards en 1852. Parkers participa à toutes ces manifestations en y prenant la parole et en écrivant dans la presse locale.
En décembre 1850, il créa le journal "the Empire" d'abord comme hebdomadaire puis comme quotidien. Parkes était un homme loyal envers l'empire anglais mais il était conscient qu'un honnête journal indépendant qui ne serait pas aveugle sur les fautes du gouvernement serait très utile au pays. Or le gouverneur, Sir Charles Augustus FitzRoy, n'avait pas le même charisme ni la même volonté que ses prédécesseurs et de vigoureux articles du journal n'hésitèrent pas à faire remarquer ses défauts ou ceux de son entourage. En tant que propriétaire et éditeur de journal, Parkes joua un grand rôle dans la vie politique australienne, travaillant sans cesse à rédiger des articles, à révéler des informations, à diriger son journal ...mais Parkes n'était pas un bon gestionnaire.
Dans son journal, il se battit pour une nouvelle constitution et combattit vigoureusement le projet de William Charles Wentworth. En août 1853, Wentworth obtint l'appui d'une commission pour son projet de constitution par 33 voix pour et 5 contre. Parkes avait cependant montré que la minorité représentait le parti qu'il fallait créer pour diriger le pays.
Wentworth partit en Angleterre pour défendre son projet devant le Parlement anglais en 1854 et démissionna de son siège de député à Sydney. Charles Kemp et Parkes se présentèrent au poste laissé vacant et ce dernier l'emporta avec 1427 voix contre 779. Parkes se fit le défenseur de l'augmentation des pouvoirs du peuple, des possibilités d'éducation et d'une politique dynamique de développement des transports ferrés.
Parkes commença sa carrière politique très calmement. Il était dans la minorité au Parlement qui pensait avoir du temps avant qu'une nouvelle constitution ne voit le jour. Il démissionna du Parlement en décembre 1855 et un mois plus tard se présenta à Sydney-City comme candidat libéral aux nouvelles élections législatives.

## Député
La première session parlementaire eut lieu le 22 mai 1856 et pendant quelques mois il ne s'y passa que peu de choses. On allait de gouvernements en gouvernements. On proposa le poste une fois à Parkes  mais il repoussa l'offre car il savait qu'il devrait se séparer de ses amis. Son journal "The Empire" n'était pas bénéficiaire malgré sa réputation et si Parkes voulait le sauver, il devait y consacrer tout son temps. Fin 1856, il démissionna de son poste de député. Il mit toute son énergie pour essayer de sauver son journal et il travailla sans compter mais en vain. Les dettes du journal se montaient à £ 50 000 et bien que ses amis se soient rassemblés autour de lui et aient essayé de l'aider en avançant £ 11 000 en 1858 pour rembourser un emprunt, la situation devint vite sans solution.
Débarrassé de son journal qui était passé dans d'autres mains, Parkes retourna au Parlement et fut élu député de Sydney-Est le 10 juin 1859. Il se présenta comme candidat indépendant mais le journal Sydney Morning Herald le plaça dans les "radicaux". Il était partisan de la politique de distribution des terres de Sir John Robertson, du développement de l'enseignement et du libre commerce. Il fit voter des lois pour créer des postes d'enseignants et des écoles privées, supprima l'éducation religieuse et améliora les prisons. 
Parkes croyait aussi en l'immigration et ses talents bien connus d'orateur lui valurent d'être choisi pour aller en Angleterre avec William Bede Dalley pour attirer des émigrants. Ils partirent en mai 1861 pour faire connaitre leur pays lors d'une soixantaine de réunions que Parkes tint dans les villes de l'ouest et du nord de l'Angleterre ainsi qu'en Écosse. Pendant les quatorze mois de son séjour, il rencontra beaucoup de personnes intéressantes et devint en particulier ami avec Carlyle et sa femme. Il retourna en Australie en janvier 1863.
En août, il est opposé à JB Darvall à Maitland-Est et est battu mais l'année suivante il est élu à Kiama. En janvier 1866, le premier ministre, Charles Cowper, démissionne à la suite d'un amendement proposé par Parkes. Théoriquement, le gouverneur aurait dû proposer à Parkes de former un nouveau gouvernement, mais Sir James Martin fut désigné pour ce poste et Parkes se vit confier le poste de secrétaire colonial. Ce gouvernement resta en fonction pendant près de trois ans de Janvier 1866 à Octobre 1868. Une mesure importante de cette période fut la loi sur les écoles publiques de 1866, présentée par Parkes, dont une partie essentielle précise qu'aucun homme ou femme ne serait autorisé à enseigner s'il n'avait pas été correctement préparé pour l'enseignement. Des dispositions étaient prévues pour la formation des enseignants et la loi a marqué un grand progrès dans les méthodes pédagogiques australiennes. Un conseil supérieur de l'enseignement a été créé, et pendant les quatre premières années après l'adoption de la loi, Parkes en a occupé le poste de président. En dépit des craintes de certains organismes religieux, la loi a bien fonctionné et de nombreuses nouvelles écoles ont été créées à travers la colonie. Parkes fit également venir des infirmières d'Angleterre qui furent formées par Florence Nightingale.
Il démissionna du gouvernement Martin en septembre 1868 et, les trois années et demie suivantes, n'occupa aucune fonction gouvernementale. Dans la première année du gouvernement Robertson, il présenta une motion de censure qui fut rejetée par quatre voix. Parkes a continué à être un des parlementaires les plus en vue et, lors de l'élection de 1869, il fut élu en premier dans la circonscription de Sydney-Est. Pendant de nombreuses années, il arriva dans la colonie une proportion beaucoup plus grande d'immigrants subventionnés irlandais que d'anglais ou d'écossais et Parkes sentit qu'il y avait là un risque de danger. Il déclara qu'il n'avait pas de ressentiment contre les Irlandais ou leur religion, mais ses protestations ne furent pas entendues et la communauté Irlandaise lui devint hostile. Quoi que l'on puisse penser sur le fond de cette question, il semblerait que dans cette affaire Parkes ait mis en avant ses convictions plutôt qu'un programme politique.

## Démission, réélection, premier ministre

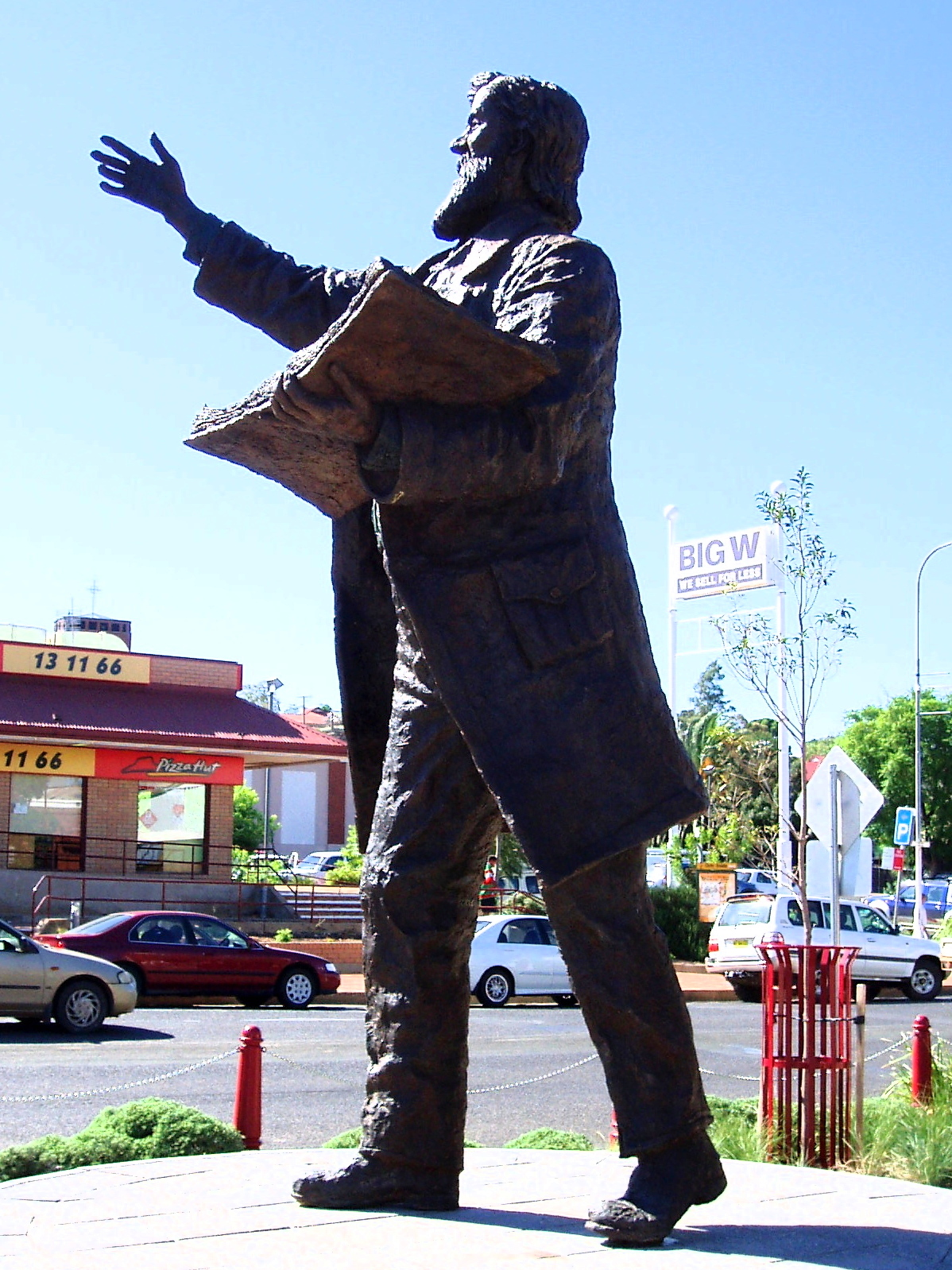
La statue de Henry Parkes à Parkes.

En 1870, Henry Parkes se retrouva dans de nouvelles difficultés financières et fut contraint de démissionner de son siège de député. Il s'était lancé dans le commerce à relativement grande échelle et, quand il fut déclaré insolvable, il avait un passif de 32 000 £ et des actifs de 13 300 £. Il avait été réélu à Kiama, mais un article très hostile du Sydney Morning Herald le poussa à la démission. On avait suggéré que sa présence à l'assemblée alors qu'il devait passer devant un tribunal pourrait avoir une influence sur les juges. Il lui fallut attendre décembre 1871 pour qu'un nouveau siège lui soit trouvé et il fut élu à député de Mudgee. Le gouvernement Martin-Robertson s'était engagé dans une procédure de broutille avec la colonie du Victoria sur une question de frontière et Parkes jeta le ridicule sur la procédure. Lorsque le Parlement se prononça sur le gouvernement celui-ci fut battu et dut démissionner. Le parlement fut dissous. Lors des élections générales qui suivirent, Parkes fut considéré comme le leader du Parti populaire, et l'ancienne majorité fut battue aux élections. Lorsque le Parlement se réunit, Parkes, qui avait été élu à Sydney-Est fut élu chef de l'opposition. Le gouverneur avait proposé à William Forster de devenir premier ministre mais il ne fut pas en mesure de former un gouvernement et, en mai 1872, Parkes forma son premier gouvernement qui devait durer près de trois ans. 
Parkes a toujours été un partisan du libre-commerce et il ne fait pas de doute que ses convictions ont été renforcées alors qu'il était en Angleterre par ses contacts avec Cobden et d'autres partisans du libre-échange. Au cours de son premier gouvernement, il réduisit tellement les droits de douane en Nouvelle-Galles du Sud que, pratiquement, elle était devenue une colonie libre-échangiste. Il mena une politique d'avant-garde. Les lignes de chemin de fer et les lignes télégraphiques furent prolongées et, en même temps, il réduisit la fiscalité.
En 1873, à la retraite de Sir Alfred Stephen, le président de la Cour Suprême de Nouvelle-Galles du Sud, se produisit un incident qui provoqua beaucoup de ressentiment contre Parkes. Parkes avait fait comprendre à son procureur général, E. Butler, qu'il serait nommé président. Mais cette proposition rencontra de nombreuses oppositions et Parkes se rendit compte progressivement que Sir James Martin était généralement considéré comme l'homme le plus approprié à ce poste et finalement l'y nomma. Lorsque l'annonce de cette nomination fut faite, le 11 novembre 1873, Butler fit une déclaration, lut la correspondance entre Parkes et lui-même et démissionna de son poste au gouvernement. Cependant, si beaucoup peuvent reprocher à Parkes d'avoir fait croire à tort à son collègue du gouvernement qu'il occuperait le poste de président de la cour suprême, il semble n'y avoir rien de vrai dans la suggestion faite par certains, qu'en nommant Martin à ce poste, il aurait trouvé un moyen de se débarrasser d'un redoutable adversaire politique. 
Par la suite, le gouvernement fut incapable de faire voter ses projets de loi par la chambre haute et de faire modifier la loi électorale. La Chambre Haute était jalouse de ses droits et réussit à les maintenir. Deux ou trois tentatives infructueuses furent faites pour renverser le gouvernement.. sans succès, mais en février 1875, la décision du gouverneur Robinson de libérer le bandit de grand-chemin Frank Gardiner conduisit à la chute du gouvernement. Des discussions ultérieures entre Robinson, Parkes et le ministère des Colonies ont permis de clarifier les responsabilités du gouverneur dans cette affaire.
Lorsque Parkes fut renversé, Robertson prit la tête du gouvernement et, les deux années suivantes, peu de choses furent faites par le gouvernement. Parkes, lassé de sa position de leader de l'opposition en démissionna au début de 1877. En mars, le gouvernement Robertson fut renversé et Parkes redevint premier ministre pendant cinq mois. majorité et opposition étaient sensiblement à égalité et aucune décision ne put être prise. Parkes a dit de son gouvernement qu'il avait « été aussi mou qu'un crapaud sous une herse ». Robertson redevint premier ministre d'août à décembre 1877, remportant au passage une élection en octobre. 
Parkes fut élu député de la circonscription de Canterbury. James Farnell forma un gouvernement de transition qui dura un an, de décembre 1877 à décembre 1878. Au milieu de l'année, Parkes fit une tournée des districts occidentaux de la colonie faisant de nombreux discours dans les principaux villages traversés. Cela lui donna de nombreuses occasions pour critiquer le gouvernement alors au pouvoir. À la fin de l'année, celui-ci fut renversé mais la situation n'était pas plus claire, parce que les deux partis dirigés respectivement par Robertson et Parkes étaient sensiblement à égalité de sièges. 
Robertson tenta de former un gouvernement mais échoua et, fatigué de cette situation, démissionna de son siège de député. Il fut ensuite approché par Parkes et un gouvernement de coalition fut formé où Robertson fut nommé vice-premier ministre et représentant du gouvernement à la Chambre Haute. La combinaison était inattendue, car chaque dirigeant avait souvent critiqué l'autre, mais tout le monde était heureux d'échapper à la confusion des années précédentes. Le gouvernement fit du bon travail pendant les quatre années où il resta au pouvoir. On modifia la loi électorale, on vota une nouvelle loi sur l'éducation, on fit améliorer la distribution d'eau et le système d'égouts, on vota la rémunération des magistrats, réglementa la responsabilité des employeurs dans les accidents de travail et bien d'autres lois très utiles furent adoptées. En 1880, Parkes fut élu à St Leonards. Lorsque le gouvernement Parkes arriva au terme de son mandat, il y avait un important excédent dans les caisses de l'État. Vers la fin de 1881, Parkes était en mauvaise santé. Il avait toujours conservé son habitude de travailler de longues heures et, en dehors de ses séjours le week-end dans sa maison de campagne dans les montagnes, il ne prenait pas de congé. On suggéra que le parlement lui vote une subvention afin de lui permettre de partir en voyage, mais il refusa. Il mit également son veto à un projet de jubilé organisé en son honneur par ses amis.
Parkes décida de visiter l'Angleterre à ses frais, et lors d'un banquet donné par ses concitoyens juste avant son départ, il expliqua ce qu'il comptait faire dans les années à venir. Il ne fut jamais en mesure de le faire, mais au moins il avait des idées sur ce qu'il fallait faire. Il resta en Amérique pendant environ six semaines lors de son voyage vers l'Europe et fit son possible pour faire mieux connaître l'Australie aux américains. En Angleterre, il fut reçu partout comme un hôte de marque, alors que où qu'il alla, même s'il insistait sur la nécessité de préserver les liens entre l'Angleterre et ses colonies, il  demanda que ces dernières soient autorisées à défendre leurs propres intérêts et il déclarait «Plus souples seront les cordes, plus forte sera l'union entre nous". Parmi les amis qu'il s'était fait en Angleterre figuraient les poètes Alfred Tennyson et Leigh Seigner qui sachant que Parkes était né à Stoneleigh, l'invitèrent à rester à l'abbaye de la ville. Parkes fut beaucoup plus intéressé de revoir la ferme dans laquelle il était né et l'église dans laquelle il avait été baptisé. À son retour, il se rendit à Melbourne où il donna un banquet le 15 août 1882. Deux jours plus tard, il était de retour à Sydney.

## Défaite électorale
Lorsque Parkes revint, le gouvernement ne semblait pas en danger, mais tout le monde sentait la nécessité de modifier le droit foncier. Beaucoup trop de terres étaient en train de tomber entre les mains de grand herbagers et la pratique des prête-noms pour détourner la loi était devenue pratique courante. Dès 1877, Parkes s'était rendu compte que les lois foncières ne fonctionnaient pas bien et que le projet de loi proposé par Robertson ne comportait que des modifications relativement sans importance. Robertson, cependant, était un homme fort dans le gouvernement et imprudemment Parkes décida d'affronter le problème de face. Le gouvernement fut renversé, le Parlement dissous, et aux élections qui s'ensuivirent, non seulement son parti fut vaincu, mais Parkes perdit son propre siège de député de Sydney-Est. Il trouva une autre circonscription, à Tenterfield mais il se désintéressa de la vie politique pendant un certain temps. Il retourna en Angleterre en tant que représentant d'une société financière de Sydney et ne revint pas avant le mois d'août 1884; il avait été absent pendant 14 mois. En novembre, il démissionna de son siège et annonça sa retraite politique.
Il avait maintenant soixante-dix ans. Il avait ouvert une officine dans la rue Pitt en tant que représentant de l'organisme qui l'avait envoyé en Angleterre, et resta dans son emploi jusqu'en 1887. Il ne put toutefois rester longtemps loin de la politique. Au début de 1885 WB Dalley, faisant fonction de premier ministre, proposa d'envoyer un contingent de troupes au Soudan et cette proposition fut acceptée. Parkes la condamna fermement et, bien que l'opinion publique ait été contre lui, le 31 mars, il était élu député d'Argyle. Quand il revint au parlement en septembre, on objecta que ses déclarations sur la corruption des parlementaires qu'il avait faites lors de sa démission du Parlement en 1894 étaient diffamatoires et Sir Alexander Stuart mit aux voix une résolution affirmant que les mots qu'il avait utilisés étaient diffamatoires pour le parlement. Sa motion recueillit quatre voix et Parkes ne revint pas sur ses propos mais le gouvernement n'osa pas aller plus loin. L'un des partisans du gouvernement proposa que Parkes soit exclu du Parlement mais sa proposition ne reçut l'appui que d'un deuxième parlementaire.

## Premier ministre pour la quatrième fois
En octobre 1885, le parlement fut dissous, un  gouvernement transitoire nommé et George Dibbs devint premier ministre. Lors de l'élection parlementaire, Parkes affronta Dibbs à St Leonards et le battit de 476 voix. On a toutefois souligné que ce succès était dû, et pas pour peu, à la proposition par Parkes de la construction d'un pont traversant le port et d'une ligne de chemin de fer vers l'intérieur du pays. Le gouvernement battu fut remplacé par un gouvernement Robertson qui dura seulement deux mois. Le gouvernement suivant, dirigé par Sir Patrick Jennings, eut une durée de vie de neuf mois et fut renversé en janvier 1887. Entre-temps, Robertson avait pris sa retraite politique et Parkes, devenu dirigeant de l'opposition, forma un gouvernement fantôme et obtint la dissolution du Parlement. Il mena une campagne vigoureuse en soulignant que, depuis quatre ans qu'il avait quitté le gouvernement, la dette publique avait plus que doublée et que l'excédent de 2 000 000 £ était devenu un déficit de 2 500 000 £. Il proposa de supprimer l'augmentation récente des droits de douane, de mettre en place une loi sur la terre (A Land Act) modifiée et de créer un organe chargé de contrôler les chemins de fer, libre de toute influence politique. Parkes s'était fait des ennemis politiques dans plusieurs directions, mais en général, sa popularité personnelle restait grande. Son discours, pas toujours dépourvu d'attaques personnelles, fut reçu avec enthousiasme et son parti remporta les élections avec deux  sièges de majorité. Lorsque le Parlement se réunit, le libre-échange fut rapidement rétabli et il y eut une enquête sur la fonction publique bien intentionnée mais vite avortée.
La question de l'immigration chinoise intéressait beaucoup plus le public australien et Parkes s'opposa à leur entrée, mais pas parce qu'il les considérait comme une race inférieure. En effet, quelques années auparavant, il avait dit d'eux "Ils forment un ensemble supérieur de personnes... Une nation à la civilisation ancienne et profondément enracinée... C'est parce que je crois que les Chinois sont d'une race aux grandes possibilités capable de jouer un grand rôle dans le pays, et parce que je veux préserver le type de civilisation de ma propre nation... que je suis et ai toujours été opposé à l'afflux de Chinois (en Australie) ". En dépit de certaines mises en garde du gouvernement britannique, il réussit à faire voter une loi portant le droit d'entrée à 100 £ par personne. 
Bien que Parkes y ait été personnellement opposé, une loi fut votée pour payer les parlementaires ainsi que deux importantes et précieuses mesures: la loi sur les chemins de fer gouvernementaux et celle sur les travaux publics. Le gouvernement, toutefois, fut désavoué sur les allégations selon lesquelles WM Fehon qui avait nommé inspecteur aux chemins de fer, avait détourné des fonds. La femme de Parkes était morte en février 1888. Un an plus tard, il épousa Eleanor Dixon, ce que beaucoup trouvèrent trop hâtif.

## Premier ministre pour la cinquième fois. La Fédération
Aux élections suivantes, Parkes obtint une faible majorité et forma son cinquième gouvernement qui dura de mars 1889 à octobre 1891. Dès 1867, Parkes lors d'une conférence intercoloniale avait dit: "Je pense que le moment est arrivé pour que les colonies soient unies par des obligations fédérales." Peu de temps après, un projet de loi visant à établir la création d'un Conseil fédéral a été présenté au parlement par ses soins et voté par les deux chambres de la Nouvelle-Galles du Sud. Ce projet de loi fut mis à l'écart par le ministre des Colonies. D'autres réunions eurent lieu au cours des vingt années suivantes pour débattre du sujet et Parkes y prit un rôle prépondérant, mais en octobre 1884, il souffla le froid et suggéra qu'il serait "préférable de laisser l'idée de fédération mûrir dans l'esprit des habitants" et la Nouvelle-Galles du Sud se retira du projet de conseil fédéral. 

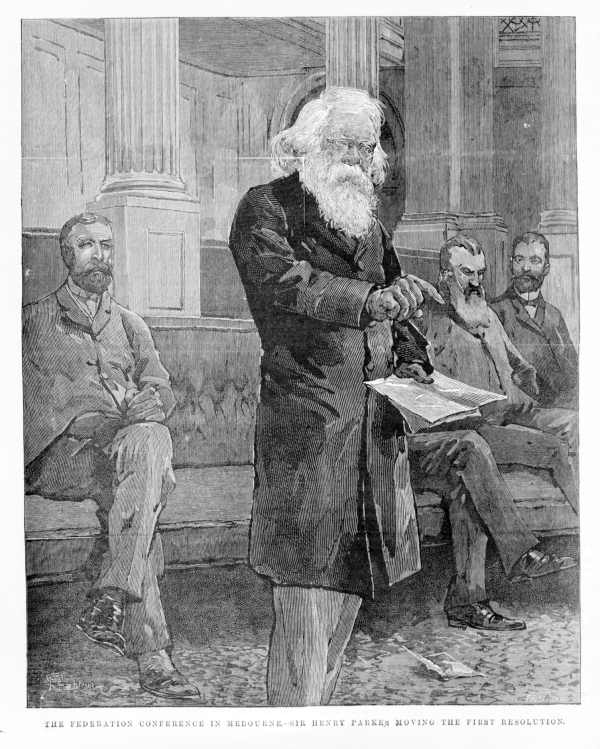
Une gravure sur bois de Sir Henry Parkes montrant le premier projet de constitution à la conférence sur la fédération à Melbourne, le 1890.

 En octobre 1889, un rapport sur les défenses de l'Australie proposa entre autres choses, la fédération de toutes les forces armées des colonies australiennes et une jauge uniforme pour les chemins de fer. Parkes en arriva à la conclusion que le moment était venu pour un nouveau mouvement fédéral.
De nouveau, il se sentit en confiance pour relancer le mouvement fédéral et, le 15 octobre 1889, il envoya un télégramme aux premiers ministres des autres colonies pour leur suggérer l'organisation d'une conférence. 
Le 24 octobre 1889, à l'école de lettres de Tenterfield, Parkes prononça son discours connu sous le nom du Tenterfield Oration. Ce discours a été considéré comme un vibrant appel aux fédéralistes et il les appelait à une convention « pour élaborer une constitution nécessaire pour mettre en place un gouvernement fédéral avec un parlement fédéral pour la création de la nation ».
Parkes convoqua la Conférence de la Fédération qui se tint en février 1890 à Melbourne et qui peut être considérée comme le premier pas vers la création de la fédération. En mai, il fit approuver par l'Assemblée les résolutions des travaux de la conférence et se nomma, avec trois autres membres, délégué à la Convention australasienne nationale de 1891 à Sydney. Le 18 mai, il se cassa la jambe et fut absent de son poste pendant un certain temps. Il lui fallut attendre 14 semaines avant de pouvoir retrouver son siège au Parlement. Lorsque la Convention se réunit le 2 mars 1891 Parkes en fut nommé président "non seulement comme premier ministre de la colonie où siégeait la Convention, mais aussi pour être le principal auteur du présent mouvement". Le travail qui suivit fut un débat sur une série de résolutions proposées par Parkes comme un échange d'idées préliminaires et l'établissement de principes directeurs pour la future fédération. C'est à cette convention que la première ébauche d'un projet de loi pour constituer le Commonwealth d'Australie a été élaborée. Parkes proposa le nom de Commonwealth of Australia pour la nouvelle nation. 
Quand il présenta son projet au Parlement de Nouvelle-Galles du Sud, George Reid proposa un amendement hostile. Parkes annonça que, compte tenu de l'amendement, il proposait de mettre le projet de loi fédérale en troisième sur la liste. George Dibbs proposa un vote de défiance et Parkes, vaincu par la seule voix du Speaker, démissionna le 22 octobre 1891.

## La retraite et la mort
Parkes était dans sa 77e année et sa carrière politique a pratiquement pris fin à ce moment-là. Il n'a plus jamais participé au gouvernement et, la mort dans l'âme, il informa ses partisans qu'il n'avait pas envie d'occuper le poste de leader de l'opposition et Reid fut élu pour diriger le parti. Après cela, Parkes devint pratiquement député indépendant. En 1895, il s'opposa à Reid à l'élection générale de Sydney-King et échoua de 140 voix. Il avait affronté Reid parce qu'il estimait que la question de la fédération était négligée par le gouvernement, mais Reid était trop populaire dans sa circonscription pour être vaincu. La deuxième épouse de Parkes est décédée au cours de l'élection et il avait beaucoup d'autres soucis. En 1887, ses amis récoltèrent une somme de 9 000 £ qui fut placée dans les mains d'investisseurs pour lui verser une rente. Il reçut ainsi un revenu de plus de 500 £ par an au début mais, avec la crise financière de 1893, cette rente chuta à un peu plus de 200 £. Parkes  fut obligé de vendre sa collection de lettres autographes et bien d'autres choses de valeur, pour pouvoir vivre. Un mouvement essaya en décembre 1895 d'obtenir une subvention pour lui de la part du gouvernement, mais rien n'avait été fait quand il est tombé malade en avril 1896 et il mourut dans la pauvreté le 27 avril.